# UFC 302

O UFC 302: Makhachev vs. Poirier foi um evento realizado no dia 1º de junho de 2024, no Prudential Center, em Newark, Nova Jersey, Estados Unidos. Este evento promete trazer grandes combates e momentos emocionantes que vão prender os fãs de MMA em todo o mundo.

## História
O evento marcou a décima visita da promoção a Newark e a primeira desde o UFC 288 em maio de 2023.
Um combate no Campeonato UFC de Peso Leve entre o atual campeão Islam Makhachev e o ex-campeão interino Dustin Poirier deve ser o título do evento.
Um combate de cinco rodadas em peso médio entre o ex-Campeão do UFC em peso médio Sean Strickland e o ex-detentor do título Paulo Costa é esperado para ocorrer em um evento co-principal.
Os fãs de MMA estavam ansiosos por um confronto épico de pesos pesados entre Alexander Volkov e Jailton Almeida, marcado para este evento. Entretanto, para surpresa de todos, a luta foi cancelada por razões desconhecidas. Mas as reviravoltas não pararam por aí: Volkov foi rapidamente reservado para o UFC na ABC: Whittaker vs. Chimaev, onde enfrentará o ex-provisório interino do campeonato de pesos pesados da UFC, Sergei Pavlovich. Enquanto isso, espera-se que Almeida suba ao octógono contra Alexander Romanov, prometendo um duelo cheio de emoções e reviravoltas.
Um combate de peso duro feminino entre a ex-campeã de peso atômico da Invicta FC, Michelle Waterson-Gomez, e Gillian Robertson foi agendado para o evento. No entanto, a luta foi adiada para UFC 303 por razões desconhecidas.
Jeremiah Wells foi esperado para enfrentar Niko Price em um combate de peso welter. No entanto, Wells se retirou devido a razões não reveladas e foi substituído por Alex Morono. Price e Morono se conheceram anteriormente no UFC Fight Night: Bermudez vs. The Korean Zombie em fevereiro de 2017, com o combate terminando originalmente através do segundo round knockout para Price, antes de ser finalmente revogado para um concurso sem resultado devido a ele testar positivo para maconha.
Su Mudaerji e Joshua Van foram esperados para se encontrar em um combate de peso aéreo neste evento. No entanto, Su retirou-se no final de abril devido a razões não reveladas. Ele foi substituído por Tatsuro Taira.
Um combate de peso médio entre Roman Dolidze e o ex-Campeão do peso médio da LFA Anthony Hernandez estava programado para ocorrer no evento. No entanto, Hernandez foi forçado a sair do combate devido a um ligamento rasgado em sua mão.
O vencedor do peso-voador da temporada 2 do UFC, Park Hyun-sung, enfrentou André Lima. No entanto, ele retirou-se devido a uma lesão no joelho e foi substituído pelo recém-chegado promocional Nyamjargal Tumendemberel.

## Resultados
Nota 1 Pelo Cinturão Peso leve do UFC.

## Bônus da noite
Os seguintes lutadores receberam bônus de $50.000.
- Luta da noite:  Islam Makhachev vs. Dustin Poirier
- Performance da noite:  Islam Makhachev e  Kevin Holland